# Herrarnas släggkastning vid världsmästerskapen i friidrott 2023
Herrarnas släggkastning vid världsmästerskapen i friidrott 2023 avgjordes mellan den 19 och 20 augusti 2023 på Nemzeti Atlétikai Központ i Budapest i Ungern.
Kanadensiske Ethan Katzberg tog guld efter ett kast på 81,25 meter, vilket blev ett nytt nationsrekord. Silvret togs av polske Wojciech Nowicki och bronset togs av ungerske Bence Halász.

## Program
Alla tider är lokal tid (UTC+2)
| Datum      | Tid   | Omgång      |
| ---------- | ----- | ----------- |
| 19 augusti | 12:00 | Kvalgrupp A |
| 19 augusti | 13:40 | Kvalgrupp B |
| 20 augusti | 17:50 | Final       |

## Resultat

### Kval
Kvalregler: Kast på minst 77,00 meter 0Q0 eller de 12 friidrottare med längst kast 0q0 gick vidare till finalen.
| Placering | Grupp | Namn                   | Nationalitet  | Omgång | Omgång | Omgång | Distans            | Noteringar |
| Placering | Grupp | Namn                   | Nationalitet  | 1      | 2      | 3      | Distans            | Noteringar |
| --------- | ----- | ---------------------- | ------------- | ------ | ------ | ------ | ------------------ | ---------- |
| 1         | A     | Ethan Katzberg         | Kanada        | 81,18  |        |        | 81,18              | 0Q0, 0NR0  |
| 2         | B     | Mykhajlo Kokhan        | Ukraina       | 76,59  | 78,47  |        | 78,47              | 0Q0        |
| 3         | A     | Bence Halász           | Ungern        | 78,13  |        |        | 78,13              | 0Q0        |
| 4         | A     | Wojciech Nowicki       | Polen         | 78,04  |        |        | 78,04              | 0Q0        |
| 5         | B     | Paweł Fajdek           | Polen         | 77,98  |        |        | 77,98              | 0Q0        |
| 6         | B     | Rudy Winkler           | USA           | 75,37  | 77,06  |        | 77,06              | 0Q0        |
| 7         | A     | Daniel Haugh           | USA           | X      | X      | 76,64  | 76,64              | 0q0        |
| 8         | B     | Mihail Anastasakis     | Grekland      | X      | 73,43  | 75,76  | 75,76              | 0q0        |
| 9         | B     | Eivind Henriksen       | Norge         | 71,61  | 74,37  | 75,37  | 75,37              | 0q0        |
| 10        | A     | Gabriel Kehr           | Chile         | 75,10  | 72,88  | 73,63  | 75,10              | 0q0        |
| 11        | B     | Diego del Real         | Mexiko        | 73,28  | 74,91  | 73,30  | 74,91              | 0q0        |
| 12        | A     | Adam Keenan            | Kanada        | 74,56  | 72,97  | 73,32  | 74,56              | 0q0        |
| 13        | B     | Rowan Hamilton         | Kanada        | 71,81  | 70,42  | 74,14  | 74,14              |            |
| 14        | A     | Christos Frantzeskakis | Grekland      | 74,05  | 73,30  | X      | 74,05              |            |
| 15        | B     | Dániel Rába            | Ungern        | X      | 71,93  | 73,17  | 73,17              | 0SB0       |
| 16        | A     | Thomas Mardal          | Norge         | 72,40  | 73,13  | 72,62  | 73,13              |            |
| 17        | B     | Aaron Kangas           | Finland       | X      | 72,15  | 72,96  | 72,96              |            |
| 18        | B     | Serghei Marghiev       | Moldavien     | 72,91  | 68,76  | 71,50  | 72,91              |            |
| 19        | A     | Jerome Vega            | Puerto Rico   | 71,61  | X      | 72,87  | 72,87              |            |
| 20        | B     | Humberto Mansilla      | Chile         | 72,32  | 72,80  | 72,01  | 72,80              |            |
| 21        | B     | Joaquin Gomez          | Argentina     | 68,66  | 72,77  | 68,57  | 72,77              |            |
| 22        | A     | Sören Klose            | Tyskland      | 72,23  | X      | X      | 72,23              |            |
| 23        | B     | Yann Chaussinand       | Frankrike     | X      | 72,17  | X      | 72,17              |            |
| 24        | B     | Ragnar Carlsson        | Sverige       | 70,94  | 72,02  | X      | 72,02              |            |
| 25        | B     | Donát Varga            | Ungern        | X      | X      | 72,02  | 72,02              |            |
| 26        | B     | Ronald Mencia Zayas    | Kuba          | 71,72  | 70,74  | X      | 71,72              |            |
| 27        | A     | Alexandros Poursanidis | Cypern        | 71,63  | X      | 71,58  | 71,63              |            |
| 28        | B     | Mostafa Elgamel        | Egypten       | X      | 71,36  | X      | 71,36              |            |
| 29        | A     | Denzel Comenentia      | Nederländerna | 69,46  | X      | 70,16  | 70,16              |            |
| 30        | A     | Konstantinos Zaltos    | Grekland      | 69,98  | X      | 69,67  | 69,98              |            |
| 31        | A     | Alex Young             | USA           | 69,10  | X      | 67,40  | 69,10              |            |
| 32        | A     | Patrik Hájek           | Tjeckien      | 67,36  | 66,3   | 68,77  | 68,77              |            |
| 33        | A     | Marcin Wrotynski       | Polen         | 67,57  | X      | 68,65  | 68,65              |            |
|           | A     | Hilmar Örn Jónsson     | Island        | X      | X      | X      | Inget giltigt kast |            |
|           | B     | Merlin Hummel          | Tyskland      | X      | X      | X      | Inget giltigt kast |            |

### Final
Finalen startade den 20 augusti klockan 17:52.
| Placering | Namn               | Nationalitet | Omgång | Omgång | Omgång | Omgång | Omgång | Omgång | Distans | Noteringar |
| Placering | Namn               | Nationalitet | 1      | 2      | 3      | 4      | 5      | 6      | Distans | Noteringar |
| --------- | ------------------ | ------------ | ------ | ------ | ------ | ------ | ------ | ------ | ------- | ---------- |
| 1         | Ethan Katzberg     | Kanada       | 80,18  | 80,02  | X      | 79,82  | 81,25  | 81,11  | 81,25   | 0NR0       |
| 2         | Wojciech Nowicki   | Polen        | 79,14  | 80,70  | 78,94  | 80,83  | 81,02  | 80,36  | 81,02   |            |
| 3         | Bence Halász       | Ungern       | 80,82  | X      | X      | 80,59  | 79,94  | X      | 80,82   | 0SB0       |
| 4         | Paweł Fajdek       | Polen        | 80,00  | X      | 77,06  | X      | X      | 77,99  | 80,00   | 0SB0       |
| 5         | Mykhajlo Kokhan    | Ukraina      | X      | 77,41  | 79,34  | 78,37  | 79,59  | 79,52  | 79,59   | 0SB0       |
| 6         | Daniel Haugh       | USA          | 76,07  | 77,38  | 75,66  | 78,64  | 74,83  | X      | 78,64   | 0SB0       |
| 7         | Eivind Henriksen   | Norge        | 75,85  | 77,06  | X      | X      | 76,81  | X      | 77,06   | 0SB0       |
| 8         | Rudy Winkler       | USA          | X      | X      | 76,04  | X      | 75,83  | X      | 76,04   |            |
| 9         | Gabriel Kehr       | Chile        | 75,99  | 75,54  | 74,24  |        |        |        | 75,99   |            |
| 10        | Mihail Anastasakis | Grekland     | 74,62  | 73,04  | 75,49  |        |        |        | 75,49   |            |
| 11        | Adam Keenan        | Kanada       | 74,49  | 73,96  | 72,58  |        |        |        | 74,49   |            |
| 12        | Diego del Real     | Mexiko       | 72,39  | 71,84  | 72,56  |        |        |        | 72,56   |            |